# Promachus philipinus
Promachus philipinus är en tvåvingeart som beskrevs av Ricardo 1920. Promachus philipinus ingår i släktet Promachus och familjen rovflugor. Inga underarter finns listade i Catalogue of Life.